# Блай, Джон, 4-й граф Дарнли
Джон Блай, 4-й граф Дарнли (англ. John Bligh, 4rd Earl of Darnley; 30 июня 1767 — 17 марта 1831) — англо-ирландский пэр и игрок в крикет. Он носил титул учтивости — лорд Клифтон с 1767 по 1781 год.

## Происхождение и образование
Родился 30 июня 1767 года. Старший сын Джона Блая, 3-го графа Дарнли (1719—1781), и его жены Мэри Стойт (? — 1803). Он получил образование в колледже Крайст-черч Оксфордского университета. В июле 1793 года он получил степень доктора гражданского права.

## Карьера
31 июля 1781 года после смерти своего отца Джон Блай унаследовал титулы 4-го графа Дарнли в графстве Мит (Пэрство Ирландии), 13-го лорда Клифтона из Лейтона Бромсуолда (Пэрство Англии), 4-го барона Клифтона из Ратмора в графстве Мит (Пэрство Ирландии) и 4-го виконта Дарнли из Атбоя в графстве Мит (Пэрство Ирландии).
Он проживал в Кобэм-холле, недалеко от Грейвзенда в графстве Кент. В 1809 году был назначен подполковником-комендантом Чатемского и Дартфордского полка местной милиции.
Джон Блай был известным игроком в крикет, который 27 раз участвовал в первоклассных матчах по крикету в период с 1789 по 1796 год. Он и его брат, достопочтенный Эдвард Блай, были убежденными сторонниками крикета Кента. Братьев Блай называли «первыми первоклассными ирландскими игроками в крикет».

## Личная жизнь
26 августа 1791 года лорд Дарнли женился на Элизабет Браунлоу (? — 22 декабря 1831), дочери англо-ирландского политика Уильяма Браунлоу и его второй жены Кэтрин Холл. У супругов было семеро детей:
- Леди Кэтрин Блай (18 июня 1792 — 10 января 1812)[5]
- Джон Блай, лорд Клифтон (22 мая 1793 — 3 июня 1793)[5]
- Эдвард Блай, 5-й граф Дарнли (25 февраля 1795 — 12 февраля 1835)[5], второй сын и преемник отца.
- Леди Мэри Блай (1796 — 18 июня 1823), вышедшая замуж за своего сводного двоюродного брата Чарльза Браунлоу, 1-го барона Лургана[англ.] в 1822 году.
- Достопочтенный Уильям Блай (25 мая 1797 — 18 октября 1807)[5]
- Достопочтенный Сэр Джон Дункан Блай[англ.] (11 октября 1798 — 8 мая 1872), дипломат в Швеции и Ганновере.
- Леди Элизабет Блай (? — 13 ноября 1872), вышедшая замуж за своего двоюродного брата преподобного Джона Браунлоу в 1833 году[5].

Лорд Дарнли умер в Кобэм-холле 17 марта 1831 года. Ему наследовал графство его сын Эдвард.